# Monsters and Mysteries in America
Monsters and Mysteries in America è una serie televisiva documentaristica statunitense trasmessa dal 24 marzo 2013 al 1 aprile 2015 su Destination America. Venne replicata sulla stazione gemella della rete, Discovery Channel. A volte va anche in onda su Animal Planet, in particolare durante una delle loro "Monster weeks". Nel Regno Unito, la serie è stata trasmessa sul canale televisivo Pick di proprietà di Sky col titolo Monsters and Mysteries.

## Panoramica
A differenza di serie simili precedenti come In Search Of... e MonsterQuest, la serie include in ogni episodio numerose leggende e presenta incontri con testimoni in prima persona. Ogni episodio è diviso in tre segmenti, tutti incentrati su un mostro, una leggenda o un fenomeno in particolare. Ron Bowman ha lavorato come show runner e scrittore dal lancio della serie. Nella prima stagione gli episodi si sono concentrati su una regione specifica negli Stati Uniti; nelle stagioni successive, le storie all'interno degli episodi erano basate su una varietà di città in tutto il paese. Lyle Blackburn di Rue-Morgue.com è stato consulente ed esperto. Il co-fondatore di AmericanMonsters.com, Rob Morphy, è stato tra gli altri consulente ed illustratore del programma.

## Episodi
| Stagione | Stagione | Episodi | Prima TV originale | Prima TV originale | Prima TV Italia | Prima TV Italia |
| Stagione | Stagione | Episodi | Inizio             | Termine            | Inizio          | Termine         |
| -------- | -------- | ------- | ------------------ | ------------------ | --------------- | --------------- |
|          | 1        | 6       | 24 marzo 2013      | 28 aprile 2013     | Inedita         | Inedita         |
|          | 2        | 12      | 15 dicembre 2013   | 14 marzo 2014      | Inedita         | Inedita         |
|          | 3        | 10      | 17 gennaio 2015    | 1 aprile 2015      | Inedita         | Inedita         |

## Recensioni
Allison Keene di The Hollywood Reporter descrive la serie: "Questa serie... sembra nata da un luogo genuino, che merita un po' di credito. È rinfrescante nella sua mancanza di snark, e anche se ci sono molti momenti involontariamente esilaranti... non è la TV di sfruttamento che dilaga nella scena del documentario attuale."